# جائزة موناكو الكبرى 1975
جائزة موناكو الكبرى 1975 هو سباق فورمولا 1 أقيم بتاريخ 11 مايو 1975 في حلبة موناكو، مونت كارلو. كان الخامس من أصل 14 في بطولة العالم لسباقات الفورمولا واحد موسم 1975. حلّ النمساوي نيكي لاودا أولا بينما جاء البرازيلي إيمرسون فيتيبالدي في المركز الثاني وحصل على المركز الثالث البرازيلي كارلوس بيس.